# Родни Милгејт
Родни Милгејт (Сиднеј, 30. јун 1934 — Сиднеј, 23. септембар 2014) био је аустралијски сликар и драмски писац. Такође је био и спикер на Каналу 7 те професор у Ликовној школи и Универзитету у Новом Јужном Велсу. 
Имао је много самосталних изложби, а освојио је и многе награде за своје радове. У 1968. години написао је драму која је била позната као иронична комична драма. 1960. године се оженио за аустралијску глумицу Динах Шеаринг и са њом има два сина. Милгејт је живео са супругом у близини Сиднеја. Умро је 23. септембра 2014. године.